# Adriano Pappalardo
Adriano Pappalardo (Copertino, 26 marzo 1945) è un cantautore e attore italiano.

## Biografia
Inizia la carriera nel 1971, con un provino alla Numero Uno, la neonata etichetta discografica di Mogol. 
La voce dalle inaspettate venature soul e la veemenza dell'interpretazione (mentre cantava si ferì involontariamente alla testa, ma portò comunque a termine l'esibizione) sorprendono i presenti, primo fra tutti Lucio Battisti, tanto che si decide di metterlo subito sotto contratto. 
Gli viene consigliato di adottare un nome d'arte, ma lui sceglie di tenere il suo vero nome.
Con il suo primo 45 giri "Una donna" esordisce in televisione nello speciale Tuttinsieme, in cui Mogol e Battisti presentano la scuderia della nuova casa discografica. 
Fanno seguito "È ancora giorno" (seconda al Festivalbar 1972) e "Segui lui", entrambi scritti da Mogol e Battisti ed entrambi successi da hit parade. Sempre nel 1972 esce il suo primo 33 giri, intitolato semplicemente "Adriano Pappalardo". 
Il successivo album California no, prodotto da Claudio Fabi, esce nel novembre 1973.
In questo periodo conosce Lisa Giovagnoli, unica compagna di tutta la vita, che diventerà sua moglie nel 2010. Hanno avuto un unico figlio, Laerte, che è stato sposato – dal 2004 al 2007 – con la giornalista e blogger Selvaggia Lucarelli che nel 2005 lo ha reso padre di Leon, unico nipote di Adriano.
Nel 1975 passa alla RCA Italiana e pubblica il terzo album Mi basta così. Nello stesso anno prende parte ad una tournée italiana insieme al giovanissimo Umberto Tozzi. 
Dopo una serie di incisioni poco fortunate — tra cui Ai miei figli che dirò, cover di Knockin' On Heaven's Door di Bob Dylan — torna al successo nel 1979 con Ricominciamo, preannunciato nell'estate precedente da Voglio lei, dove vengono messe in risalto anche le sue doti di sub specializzato in apnea. Ricominciamo sarà il suo cavallo di battaglia, inclusa nel successivo album Non mi lasciare mai (1980).
Nel 1982 riprende la collaborazione con Lucio Battisti, ormai ritiratosi dalle scene, che produce i suoi successivi lavori Immersione (concept album dedicato al mare e ispirato alla sua passione) e l'anno successivo Oh! Era ora. I testi di quest'ultimo album sono scritti, con lo pseudonimo Vanera, da Pasquale Panella che diverrà l'autore di Battisti. 
Del suo aspetto fisico inconfondibile e della sua forza interpretativa comincia ad accorgersi qualche produttore cinematografico, che gli propone di recitare in spot pubblicitari, o in veri e propri film. Viene così ingaggiato per ruoli da "duro" o "cattivo", ma si presta anche a interpretazioni da tipica commedia italiana.
Il primo film interpretato è A tu per tu di Sergio Corbucci (1984) cui fanno seguito Rimini Rimini (1987) e Rimini Rimini - Un anno dopo (1988). 
È tuttavia con la fiction La piovra 4 che ottiene il suo più grande successo come attore cui fanno seguito le due miniserie Classe di ferro e numerosi altri lavori televisivi, fino ai ruoli "impegnati" in Una famiglia per caso e Rita da Cascia. 
Nel 1990 partecipa alla 3ª edizione del musical Aggiungi un posto a tavola di Garinei e Giovannini, nella parte di Toto, lo scemo del villaggio impotente.
Nel 1994 partecipa alla sitcom Italian Restaurant con Gigi Proietti. 
Nel 1995 partecipa al musical I Cavalieri della Tavola Rotonda di Galli e Capone nel ruolo del Cavaliere Nero (personaggio con la particolarità di parlare solo in rima). 
Nel giugno degli anni 2000 e 2001 ha condotto su Canale 5, insieme a Maurizio Vandelli, Little Tony e Rita Pavone, il varietà musicale I ragazzi irresistibili, nel quale proponeva insieme ai colleghi il proprio repertorio musicale dagli anni sessanta in poi. 
Nel 2003 partecipa al reality L'isola dei famosi, venendo eliminato nel corso della semifinale con il 60% dei voti, classificandosi al 3º posto. Il programma lo rilancia come "animale da palcoscenico" e personaggio da gossip. Anche il figlio Laerte parteciperà all'Isola (nel 2011).
Le intemperanze in diretta, le risse verbali e le parole forti, pur congruenti al personaggio pubblico, finiscono per creargli dei problemi, tanto che nel 2006 il direttore di Rai 1 Fabrizio Del Noce, a seguito di un pesante scontro verbale con Antonio Zequila avvenuto il 22 gennaio 2006 a Domenica in condotto da Mara Venier, lo sospende a tempo indeterminato dalla RAI. Solo qualche mese prima, era andata in onda la reality-soap Casa Pappalardo, girato nella sfera domestica del cantante.
Al 2004 risale l'unica partecipazione (con il brano Nessun consiglio) al Festival di Sanremo che, secondo alcuni critici, è frutto della sua sovraesposizione mediatica più che del valore artistico del brano in concorso. 
Nel gennaio 2011 fa ritorno in TV sui Rai 1 come concorrente VIP nella trasmissione I raccomandati. 
Il 21 maggio 2012 la trasmissione radiofonica Stile libero di R101 lancia l'iniziativa "Maffoni & Lontani Conoscents" per Riccardo Maffoni con una parodia di We Are the World dal titolo We Are the Maffons a cui aderisce insieme a Roberto Vecchioni, Eugenio Finardi, Noemi, Paola Turci, Paola & Chiara, gli Afterhours e Paolo Bruni dei Negrita.
Il 3 agosto 2016 subisce un grave incidente schiantandosi con il parapendio sul litorale pontino. Ricoverato presso l'Ospedale Santa Maria Goretti di Latina, ha riportato diversi traumi.
Dopo un periodo lontano dalle scene a causa della pandemia da COVID-19, nel settembre 2021 partecipa al programma Star in the Star vestendo i panni di Zucchero, venendo eliminato alla 3ª puntata.
Dopo più di vent'anni, torna a fare l'attore in Quasi orfano.

## Discografia

### Album in studio
- 1972 – Adriano Pappalardo (Numero Uno, ZSLN 55151)
- 1973 – California no (Numero Uno, DZSLN 55662)
- 1975 – Mi basta così (RCA Italiana, TPL 1 1159)
- 1980 – Non mi lasciare mai (RCA Italiana, PL 31505)
- 1982 – Immersione (Numero Uno, ZPLN 34165)
- 1983 – Oh! Era ora (Numero Uno, ZPLN 34202)
- 1988 – Sandy (CGD, 20836)

### Raccolte
- 1980 – Una roccia dal cuore caldo (RCA Lineatre)
- 2003 – I grandi successi (Numero Uno)
- 2009 – I grandi successi originali (Flashback) (Sony Music)

### Singoli
- 1971 – Una donna/Il bosco no (Numero Uno, ZN 50125)
- 1972 – È ancora giorno/Senza anima (Numero Uno, ZN 50140)
- 1972 – Segui lui/Problemi di coscienza (Numero Uno, ZN 50264)
- 1973 – Come bambini/Tu (Numero Uno, ZN 50304)
- 1973 – California no/Tu lo puoi (Numero Uno, ZN 50322)
- 1974 – Pensaci/Isole azzurre (Numero Uno, ZN 50334)
- 1975 – Mi basta così/Isole azzurre (RCA Italiana, TPBO 1117)
- 1976 – Donna mia/Ai miei figli che dirò (RCA Italiana, TPB0 1229)
- 1977 – Cavallo/E ti amo così (RCA Italiana, PB 6069)
- 1978 – Voglio lei/Baby (RCA Italiana, PB 6141)
- 1979 – Ricominciamo/Hi-fi (RCA Italiana, PB 6295)
- 1980 – Non mi lasciare mai/A mio figlio (RCA Italiana, PB 6424)
- 1982 – Giallo uguale sole/Risalendo la sagola (Numero Uno, ZBN 7258)
- 1983 – Oh! Era ora/Signorina (Numero Uno, ZBN 7339)
- 1984 – Cominciare/La voglia di tornare (CGD)
- 1986 – Vengo con te/Le solite cose (Cinevox, SC 1192)
- 1988 – Sandy/Calci in culo (CGD)
- 2004 – Nessun consiglio (The Boss Srl)

## Filmografia

### Cinema
- A tu per tu, regia di Sergio Corbucci (1984)
- Rimini Rimini, regia di Sergio Corbucci (1987)
- Rimini Rimini - Un anno dopo, regia di Bruno Corbucci (1988)
- L'ultimo capodanno, regia di Marco Risi (1998)
- Qui non è il paradiso, regia di Gianluca Maria Tavarelli (2000)
- Canone inverso - Making Love, regia di Ricky Tognazzi (2000)
- Quasi orfano, regia di Umberto Carteni (2022)

### Televisione
- La piovra 4, regia di Luigi Perelli (1989)
- Classe di ferro, regia di Bruno Corbucci (1989-1991)
- Italian Restaurant, regia di Giorgio Capitani (1994)
- Racket, regia di Luigi Perelli (1997)
- L'amore oltre la vita, regia di Mario Caiano (1999)
- I ragazzi irresistibili (2000-2001)
- Stupido Hotel (2003)[37]
- L'isola dei famosi (2003) - concorrente
- Rita da Cascia, regia di Giorgio Capitani (2004)
- Il falco e la colomba, regia di Giorgio Serafini (2009)
- Star in the Star - concorrente (2021)